# Komšići
Komšići su naseljeno mjesto u sastavu općine Žepče, FBiH, BiH. Do 2001. godine naselje se nalazilo u sastavu općine Maglaj.

## Stanovništvo
Nacionalni sastav stanovništva 1991. godine, bio je sljedeći:
ukupno: 310
- Hrvati - 306
- Srbi - 2
- Jugoslaveni - 1
- ostali, neopredijeljeni i nepoznato - 1